# Liste der Kreisstraßen im Landkreis Cloppenburg

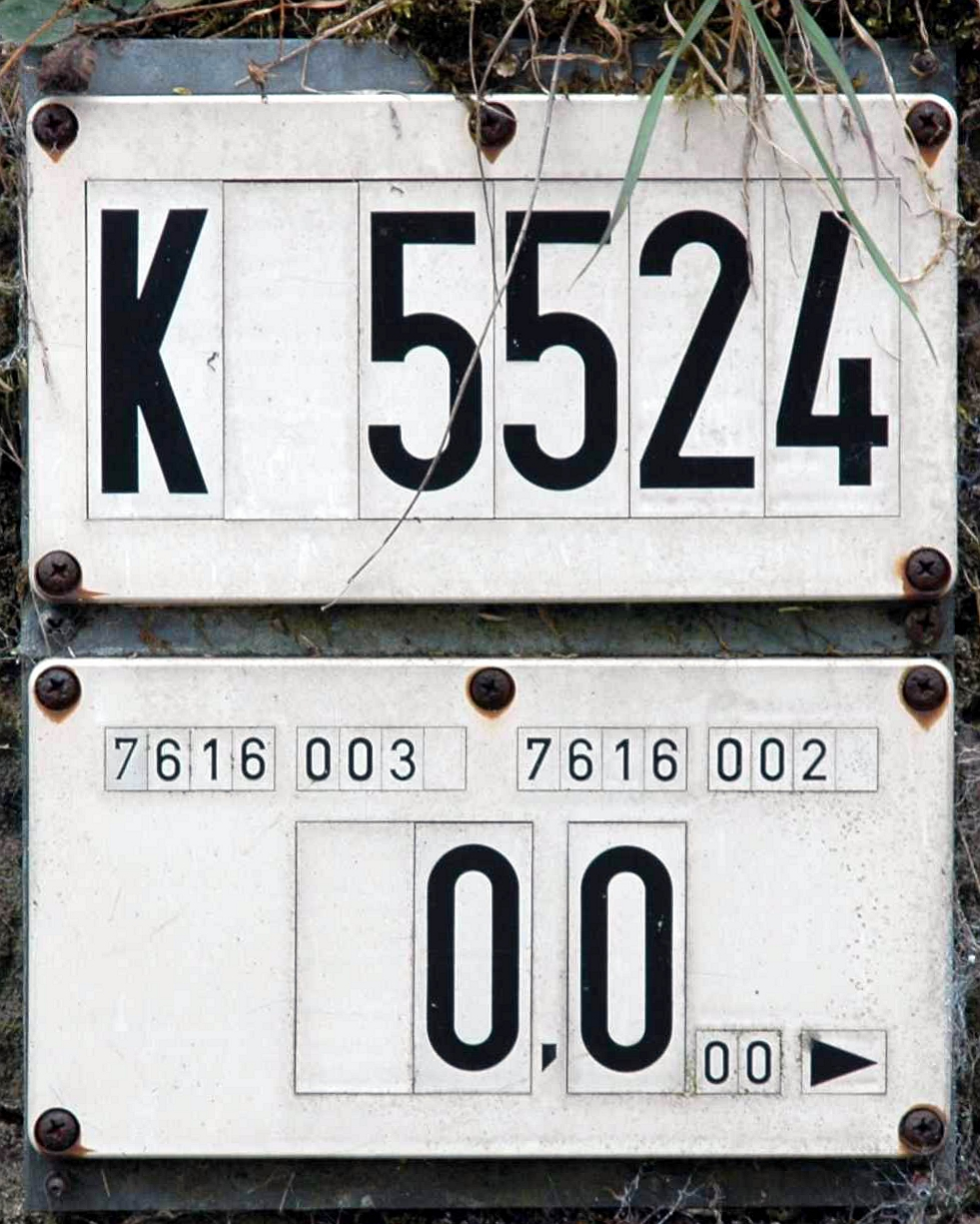
Stationszeichen

Die Liste der Kreisstraßen im Landkreis Cloppenburg führt alle Kreisstraßen im niedersächsischen Landkreis Cloppenburg auf.

## Abkürzungen
- K: Kreisstraße
- L: Landesstraße

## Liste
Nicht vorhandene bzw. nicht nachgewiesene Kreisstraßen werden in Kursivdruck gekennzeichnet, ebenso Straßen und Straßenabschnitte, die unabhängig vom Grund (Herabstufung zu einer Gemeindestraße oder Höherstufung) keine Kreisstraßen mehr sind. 
Der Straßenverlauf wird in der Regel von Nord nach Süd und von West nach Ost angegeben.
| Nr.   | Verlauf |
| ----- | --- |
| K 142 | (K 142 im Landkreis Ammerland) – Kreisgrenze – Ostland – Hülsberg |
| K 145 | (K 47 im Landkreis Leer) – Kreisgrenze – K 350 – Bokelesch – Osterhausen – K 307 – Elisabethfehn, Dreibrücken – L 829 – Elisabethfehn, Mitte – K 329 – Elisabethfehn – K 299 – Reekenfeld – K 296 – Kamperfehn – |
| K 146 | K 147 in Neuscharrel – Heetberg – L 831 |
| K 147 | K 343 in Sedelsberg – Neuscharrel – K 146 – L 63 in Gehlenberg |
| K 149 | L 835 – Petersdorf – Petersdorf-Lutz – Kreisgrenze – (K 149 im Landkreis Oldenburg) |
| K 150 | in Petersfeld – K 356 – L 847 in Garrel |
| K 151 | L 847 in Varrelbusch – Staatsforsten |
| K 152 | L 834/L 836 in Molbergen – Stalförden – K 153 – Resthausen – in Varrelbusch |
| K 153 | K 152 – K 172/K 174 in Cloppenburg |
| K 155 | K 357 in Großenging – L 834 |
| K 159 | (K 123 im Landkreis Emsland) – Kreisgrenze – K 160 in Lindern (Oldenburg) |
| K 160 | K 159 in Lindern (Oldenburg) – K 357 – Liener – Wachtum – K 162 – Kreisgrenze – (K 213 im Landkreis Emsland) |
| K 161 | /L 838 in Löningen – Madlage – Benstrup – K 304 – Hämmel – L 834/L 837 in Lastrup |
| K 162 | K 160 in Wachtum – K 304 – Elbergen – Löningen |
| K 163 | (K 215 im Landkreis Emsland) – Kreisgrenze – K 304 – in Helmighausen |
| K 164 | L 838 in Löningen – Angelbeck – K 328 – Huckelrieden – Winkum – Kreisgrenze – (K 128 im Landkreis Osnabrück) |
| K 165 | L 837 – Herbergen – K 358 in Sandloh |
| K 167 | L 847 – Beverbruch – L 871 – Keltermoor – Kellerhöhe – |
| K 168 | in Cloppenburg – K 178 in Höltinghausen |
| K 170 | K 174 in Cloppenburg – K 171 – L 842 in Cappeln (Oldenburg) |
| K 171 | in Stapelfeld – Tegelrieden – K 172 – Sevelten – K 173 – K 170 in Cappeln (Oldenburg) |
| K 172 | K 153/K 174 in Cloppenburg – Tegelrieden – K 171 – L 837 in Warnstedt |
| K 173 | K 174 in Cloppenburg – Sevelten – K 171 – L 837 in Elsten |
| K 174 | /L 836 in Löningen – K 153 – K 172 – K 173 – K 170 – L 836/L 842 in Emstek, Gewerbegebiet |
| K 176 | – K 355 – Calhorn – L 843 in Bevern |
| K 177 | L 843 in Bevern – Uptloh – Kreisgrenze – (K 134 im Landkreis Osnabrück) |
| K 178 | – Höltinghausen – K 168 – L 836 in Emstek |
| K 179 | L 870 in Gartherfeld – L 836 in Emstek |
| K 257 | L 842 – Kreisgrenze – (K 257 im Landkreis Vechta) |
| K 296 | K 343 in Scharrel – K 318 – K 145 – L 832 – Harkebrügge – Kreisgrenze – (K 296 im Landkreis Ammerland) |
| K 297 | K 343 in Sedelsberg – L 832 in Friesoythe |
| K 298 | L 834/L 837 in Lastrup – Hamstrup – K 324 – L 838/L 840 in Neuenbunnen |
| K 299 | (K 121 im Landkreis Ammerland) – Kreisgrenze – Loher-Ostmark – L 832 – Lohe – Lohe, Gewerbepark – K 145 – Elisabethfehn – K 318 – K 316 in Ramsloh                                                               |
| K 300 | L 835 in Bösel – K 356 – Mittelsten Thüle – Augustendorf – L 831 in Neumarkhausen |
| K 302 | K 173 – Wißmühlen – Bokel – L 842 in Cappeln (Oldenburg) |
| K 304 | K 163 – K 162 – L 839 – Düstfeld – K 161 in Benstrup |
| K 305 | (K 73 im Landkreis Leer) – Kreisgrenze – K 316 |
| K 307 | K 145 – K 351 – L 829 in Barßel |
| K 316 | (K 58 im Landkreis Leer) – Kreisgrenze – K 305 – – K 299 in Ramsloh |
| K 318 | L 829 in Strücklingen – K 329 – K 299 – Hollenermoor – K 296 – K 343 |
| K 324 | L 838 in Löningen – Holthausen – Lodbergen – Norwegen – K 298 in Hamstrup |
| K 328 | (K 246 im Landkreis Emsland) – Kreisgrenze – K 164 in Angelbeck |
| K 329 | Strücklingen – K 318 – K 145 in Elisabethfehn, Mitte |
| K 343 | Strücklingen – K 316 – Ramsloh – K 299 – – Scharrel – K 318 – Sedelsberg – K 297 – K 147 – – Friesoythe |
| K 350 | (K 73 im Landkreis Leer) – Kreisgrenze – K 145 – L 829 in Strücklingen |
| K 351 | (K 61 im Landkreis Leer) – Kreisgrenze – Roggenberg – K 307 |
| K 353 | L 831 in Edewechterdamm – Vehnemoor – Kreisgrenze – (K 353 im Landkreis Ammerland) – Kreisgrenze – Vidam – L 835 in Bösel                                                                                        |
| K 354 | L 837 – Kreisgrenze – (K 354 im Landkreis Vechta) |
| K 355 | L 837 in Warnstedt – K 176 |
| K 356 | K 300 – K 150 in Garrel |
| K 357 | (K 137 im Landkreis Emsland) – Kreisgrenze – Auen – K 160 – Stühlenfeld – L 839 – Großenging – K 155 – Groß Roscharden – K 160 – /L 837                                                                          |
| K 358 | L 838/L 840 in Neuenbunnen – Sandloh – K 165 – |